# Bordeaux (víno)
Bordeaux je vinařská oblast na jihozápadě Francie a víno v ní produkované. Oblastí protékají řeky Garonna a Dordonge, které se vlévají do estuáru Gironde. Průměrně oblast produkuje asi 700 milionů láhví vína ročně na 120 000 hektarech, a je tak druhá největší vinařská oblast ve Francii.

## Historie
První zmínky o vínu v této oblasti pocházejí od Římanů. Víno se zde začalo pěstovat po roce 43 n. l. Pěstování vína poté převzali Gótové, Vizigóti, Sasové a nakonec Frankové. Ze začátku středověku francouzská vína nebyla moc populární, až ve 12. století Jindřich Plantagenet a Eleanor Akvitánská si vína oblíbili a začali vinařství podporovat.
V roce 1936 bylo oblasti přiděleno označení AOC. V 70. letech kvůli ropné krizi kraj Bordeaux postihla ekonomická krize.

## Víno

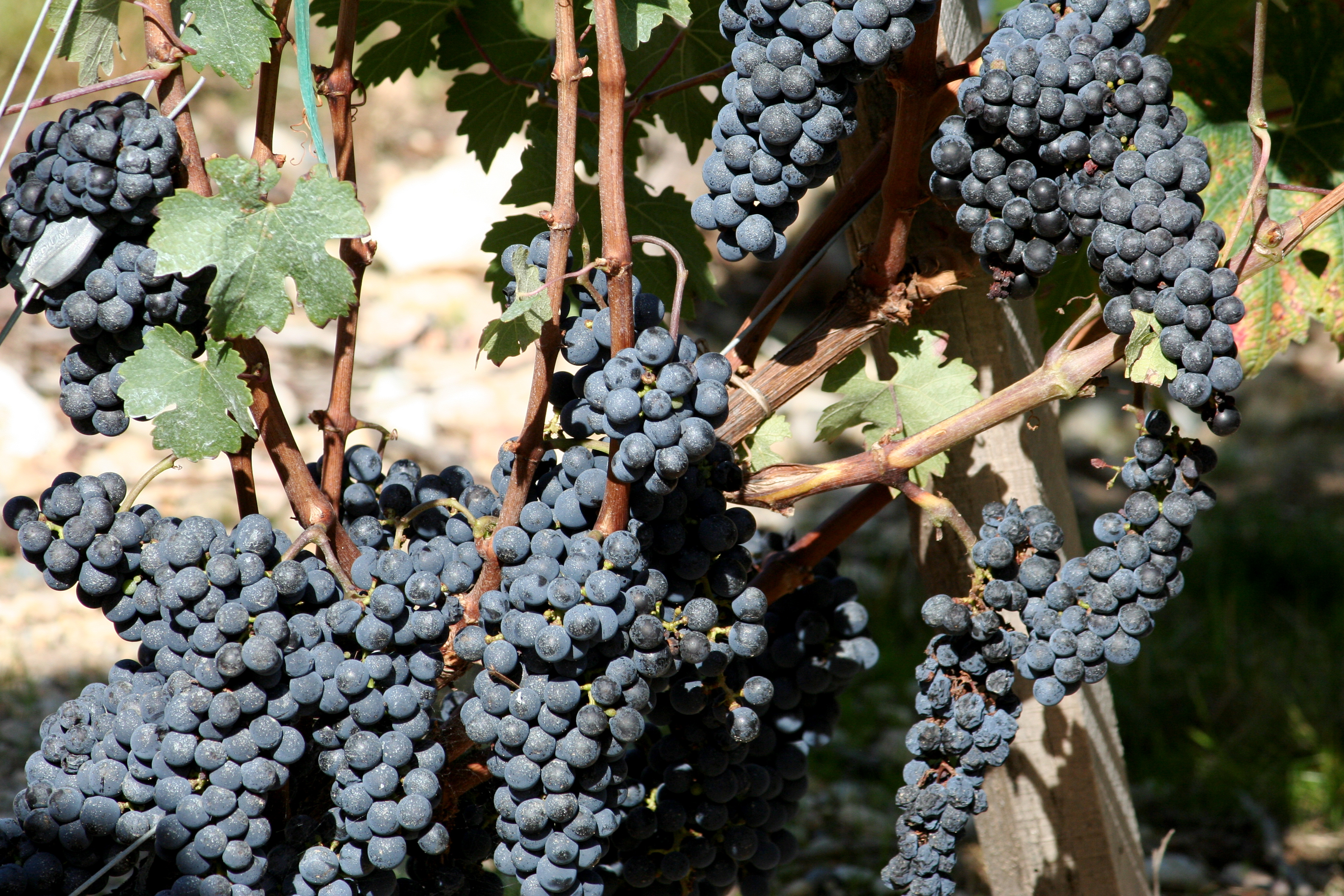
Cabernet Sauvignon z Chateu Cos D´Estournel

### Červené víno
Povolené odrůdy jsou: Cabernet Sauvignon, Cabernet Franc, Merlot, Petit Verdot, Malbec a Carménere. Kvůli klimatické změně byly nové povoleny odrůdy Marselan, Touriga Nacional, Castest a Arinarnoa.

### Bílé víno
Povoleny jsou odrůdy Sémillon, Sauvignon blanc a Muscadelle, Sauvignon gris, Ugni blanc, Merlot blanc, Ondenc a Mauzac.

## Etiketa
Etiketa obsahuje
- Označení výrobce
- Klasifikace výrobce

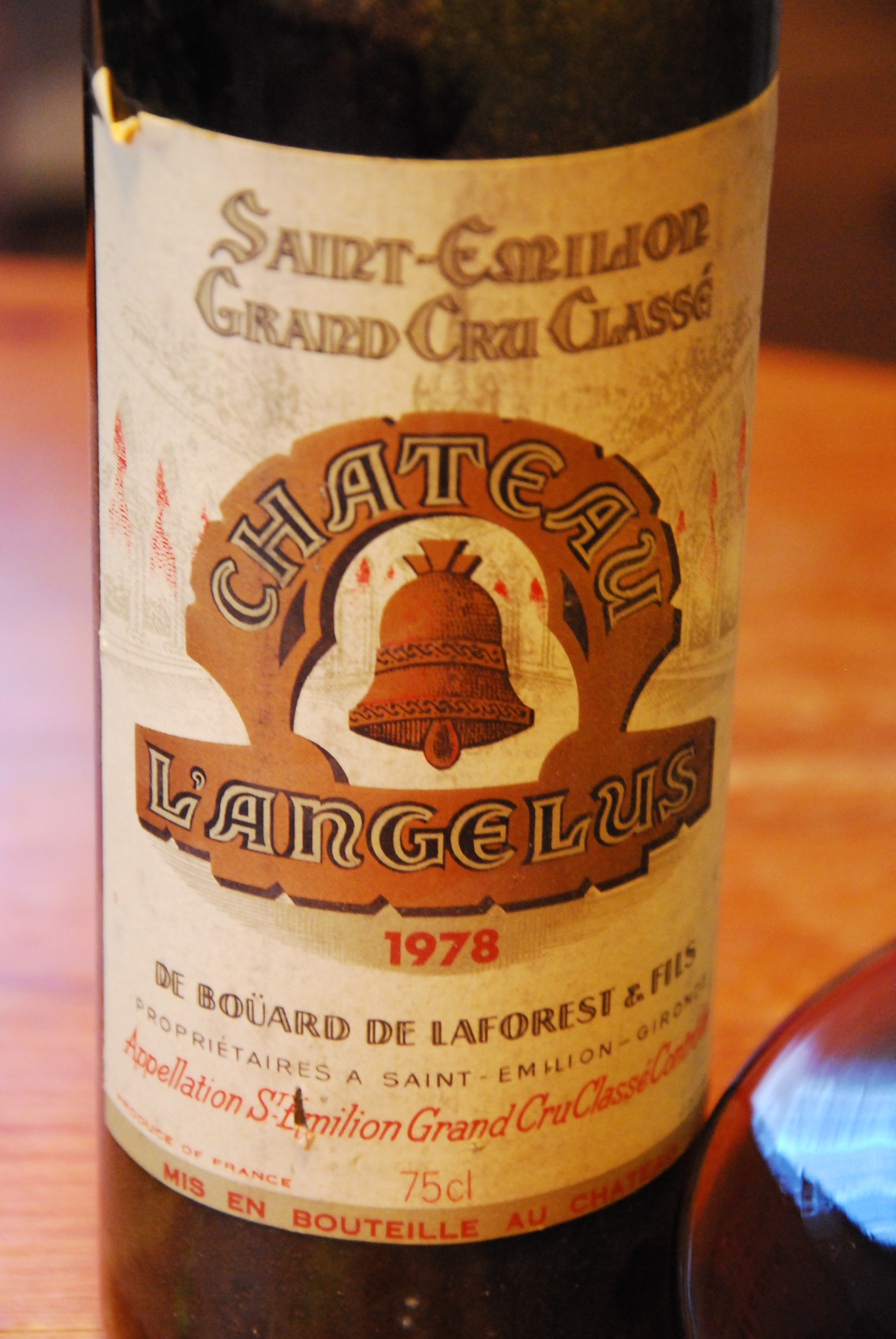
Etiketa z roku 1978

- Apelace – vždy musí být označena odrůda a druh vina
- Obsah alkoholu
- Ročník